# Argument qualitatif
En sciences, un argument qualitatif se distingue d'un argument quantitatif par le fait qu'il ne s'appuie pas sur des données numériques. Cette distinction ne porte pas sur la rigueur de l'argument, même si la prédominance des valeurs chiffrées peut parfois induire une connotation négative pour l'argument qualitatif, qui devient alors synonyme de « avec les mains » (en anglais : (en) hand-waving).

## Exemples
En mathématiques, la croissance d'une fonction peut se démontrer quantitativement - par l'étude du signe de sa dérivée, ou bien qualitativement - en exprimant cette fonction comme la composée de deux fonctions monotones.
De même en chimie ou en biologie, la dépendance d'un phénomène vis-à-vis d'une facteur environnemental peut s'étudier quantitativement en procédant à une série d'expériences où le facteur en question est fixé à diverses valeurs, tandis qu'un argument qualitatif peut consister en une explication du processus étudié, notamment en utilisant ses symétries ou d'autres dépendances connues.
En physique, l'analyse dimensionnelle permet ainsi de conjecturer des expressions reliant plusieurs grandeurs entre elles, à une constante multiplicative près.